# Чепельский сельский совет (Харьковская область)
Чепельский сельский совет — входит в состав Балаклейского района Харьковской области Украины.
Административный центр сельского совета находится в селе Чепель .

## История
- 1921 — дата образования.

## Населённые пункты совета
- село Чепель
- село Ветровка